# Ann Soete
Ann Soete (Kortrijk, 18 februari 1959) is een voormalig Belgisch politica.

## Levensloop
Soete studeerde economie aan de Ufsia en notenleer en piano aan het Conservatorium Kortrijk. In 1982 vestigde ze zich in Brugge, waar ze met haar echtgenoot muziekinstrumentenwinkel Rombaux ging uitbaten.
Bij de gemeenteraadsverkiezingen van oktober 2006 haalde ze in haar stad Brugge met haar partij N-VA een goede score op de kartellijst met CD&V en werd ze verkozen tot gemeenteraadslid. Bij de gemeenteraadsverkiezingen van 2012 werd ze lijsttrekker voor N-VA, nadat Pol Van Den Driessche zijn kandidatuur terugtrok. Ze werd fractieleidster van de tien N-VA-raadsleden in de Brugse gemeenteraad. 
Bij de Vlaamse verkiezingen van mei 2014 werd ze verkozen met 23.127 voorkeurstemmen, tweeduizend stemmen meer dan sp.a-burgemeester van Brugge Renaat Landuyt. Als volksvertegenwoordiger van de kieskring West-Vlaanderen zetelde ze vervolgens tot eind mei 2019 in het Vlaams Parlement. Ze zetelde er van 2014 tot 2017 in de commissie Cultuur, Jeugd, Sport en Media.
Nadat Van Den Driessche opnieuw kandidaat-burgemeester werd voor de verkiezingen van oktober 2018, stapte ze in mei 2017 op als fractieleidster in de Brugse gemeenteraad. Ze besloot ook niet te kandideren op de N-VA-kieslijst bij die verkiezingen. Eind augustus 2017 stapte ze uit de partij en ging ze als onafhankelijke zetelen in het Vlaams Parlement en de gemeenteraad van Brugge.
In september 2017 maakte ze bekend als onafhankelijke op de Open Vld-lijst te kandideren. Zij kreeg de derde plaats toegewezen en werd verkozen. Ze werd in het nieuwe stadsbestuur opgenomen als schepen voor Burgerlijke Stand en Onderwijs met de afspraak die functie na 2,5 jaar af te staan aan Jasper Pillen. Op 1 juli 2021 werd ze als schepen opgevolgd door Pillen, waarna ze de lokale politiek verliet.
Ze is getrouwd en heeft drie kinderen.